# McAfee
McAfee [ˈmækəfiː] ist ein US-amerikanischer Hersteller von Antivirus-, Netzwerk- und Computersicherheitssoftware und -hardware. Das Unternehmen ist im Besitz der Finanzinvestoren TPG und Thoma Bravo (51 %) sowie Intel (49 %). McAfee ist nach seinem Gründer John McAfee benannt und hat seinen Firmensitz in San José im Silicon Valley, Kalifornien.

## Geschichte

Ehemaliges Logo

Kurzfristiges altes Logo

Das Unternehmen wurde 1987 als McAfee Associates gegründet.
1992 kauften 300 der 500 größten amerikanischen Unternehmen McAfee-Lizenzen, mit denen McAfee, anders als mit dem als Shareware angebotenen Virenschutzprogramm für Privatanwender, ein gutes Geschäft machte. Die sogenannte Michelangelo-Hysterie kam im Frühling dieses Jahres den damals noch wenigen Herstellern von Antivirenprogrammen zugute. Die Umsätze explodierten in Folge der Medienpanik förmlich. MS-DOS hatte erst ab der Version 6.0, die im März 1993 erschien, einen Virusscanner im Lieferumfang.
1994 ging das Unternehmen McAfee an die Börse. John McAfee zog sich aus dem Unternehmen zurück und war künftig nicht mehr an den Produkten oder deren Vermarktung beteiligt.
1996 verkaufte John McAfee die letzten Anteile an der Firma. Das Vermögen der Firma wurde auf 100 Mio. US-Dollar geschätzt.
1997 schloss sich McAfee mit Network General zu Network Associates (NAI) zusammen. Nach einer erneuten Umstrukturierung und Konzentration auf das Geschäft Netzwerksicherheit wurde das Unternehmen wieder zurück in McAfee umbenannt, bis dahin war dieser Name lediglich als Produktname verwendet worden. Andere Unternehmensteile, z. B. Sniffer-Technologie, wurden in diesem Zuge ausgegliedert und fanden in einer Unternehmung mit der alten Firmierung Network General einen Platz.
Nach Freigabe durch die Wettbewerbsbehörden (unter Auflagen) wurde McAfee 2011 von Intel zu einem Kaufpreis von 6,7 Milliarden US-Dollar übernommen.
Anfang 2014 kündigte Intel an, die Marke McAfee bis Ende des Jahres einzustellen und diese in Intel Security zu benennen, was aber nie durchgesetzt wurde. Stattdessen wurde zwischenzeitlich nur das McAfee-Logo durch Hinzufügen eines kleinen Intel-Security-Logos kurzfristig verändert.
Im September 2016 kündigte Intel an, 51 % der Anteile an den Finanzinvestor TPG für 3,1 Milliarden US-Dollar zu verkaufen. Seit dem 4. April 2017 tritt McAfee wieder als eigenständiges Unternehmen auf und firmiert wieder rein als McAfee (LLC). Intel behält 49 % der Anteile, an den restlichen 51 % hat neben TPG das Private-Equity-Unternehmen Thoma Bravo einen Minderheitenanteil.
Im Januar 2021 hat McAfee weltweit mehrere Büros für Produktentwicklung geschlossen und die Entwicklung nach Indien ausgelagert.
McAfee kündigte Anfang März 2021 an, seine Produkte für Unternehmenskunden für 4 Milliarden US-Dollar an Symphony Technology Group zu verkaufen. Im Oktober 2021 wurde die Fusion abgeschlossen und im Januar 2022 der neue Name Trellix bekanntgegeben. Für Privatanwender werde McAfee aber weiterhin Lösungen anbieten und entwickeln. Bekannte Produkte des Unternehmens sind für den Privatanwender unter anderem McAfee Antivirus Plus, Nuts & Bolts (Utility-Programmpaket), McAfee VirusScan, McAfee WebAdvisor, McAfee LiveSafe sowie McAfee Total Protection.

## Problematik
PGP (Pretty Good Privacy) wurde 1997 von NAI (McAfee) aufgekauft und dort in die eigene Produktlinie integriert. Weil der Quelltext von PGP durch McAfee zeitweilig nicht offengelegt wurde und Features implementiert wurden, welche die automatische Verschlüsselung an einen weiteren Empfänger ermöglichten (Additional Decryption Key ADK), ist PGP in dieser Zeit stark in die Kritik geraten. 2002 hat McAfee die Marke PGP aufgegeben. Nicht zuletzt wegen der intransparenten Situation in der Zeit, in der PGP im Eigentum der McAfee war, wurde bis 1998 der OpenPGP-Standard entwickelt.
Durch einen Deal mit der Firma Adobe wurde das hauseigene Antivirenprogramm bei jedem Download des Adobe Flash Players mit installiert. Dadurch erreichte McAfee zwar eine hohe Nutzeranzahl, wurde aber infolgedessen von anderen Antivirenprogrammen als pup (Probably Unwanted Program) eingestuft.
Im Jahre 2013 veröffentlichte John McAfee ein über 10 Millionen Mal geklicktes Video, in dem er ironisch erklärt, wie man die Software deinstallieren kann. Er selbst hatte mit der Firma und dem Produkt bereits seit 16 Jahren nichts mehr zu tun, sein Name ist jedoch untrennbar damit verbunden.